# روبرت كابلو
روبرت كابلو (Robert Kaplow) (ولد عام 1954) هو روائي أمريكي. 
أشهر روايته هي رواية «أنا وأورسن ويلز» التي تم تحويلها إلى فيلم سينمائي بنفس الاسم «أنا وأورسن ويلز». وتدور القصة حول «طموح إبداعي شاب»، وحصدت الرواية آراءً إيجابية من صحيفة نيويورك تايمز التي وصفتها بأنها «خفيفة وشيقة وذكية». 

## من كتبه
- اثنان في المدينة
- القطة التي قتلت ليليان جاكسون براون: محاكاة ساخرة، تسخر من كتب ليليان جاكسون براون
- أنا وأورسون ويلز: رواية (2003)
- من الذي يقتل أعظم كتاب أمريكا؟ (2007)

## روابط خارجية
- أحدث رواية لكابلو بعنوان من يقتل الكتاب العظماء في أمريكا؟